# Parsonsia
Parsonsia es un género de fanerógamas de la familia Apocynaceae. Contiene  unas 100 especies. Es originario  de Asia tropical y subtropical y del sudoeste del Pacífico.

## Descripción
Las hojas son opuestas, la forma y tamaño de las hojas jóvenes, a menudo, tienen poca semejanza con las adultas.  El látex puede ser transparente e incoloro, amarillo pálido o blanco lechoso.  Las flores son de color verde, blanco, crema, amarillo, naranja, rojo, rosa o marrón, a veces, en contraste con  marcas.   Estas son seguidas por unas vainas alargadas, como cápsulas, los dos folículos finalmente se separan para revelar numerosas semillas con largos pelos sedosos.

## Taxonomía
El género fue descrito por Robert Brown y publicado en Memoirs of the Wernerian Natural History Society 1: 64. 1811. La especie tipo no ha sido designada.

## Especies seleccionadas
- Parsonsia acuminata Wall.
- Parsonsia affinis Baill.
- Parsonsia albiflora Raoul
- Parsonsia alboflavescens (Dennst.) Mabb.
- Parsonsia aneityensis Guillaumin